# Indigofera nigritana
Espèce
Indigofera nigritana est une espèce de plantes à fleurs de la famille des Fabaceae et du genre Indigofera, présente en Afrique tropicale, où elle est utilisée en médecine traditionnelle.